# Pop music
Výraz pop music (zkráceně pop) označuje hudební žánr nebo celý hudební průmysl. Někdy je také používán nepřesně jako synonymum pro podobný termín populární hudba.

## Hudební styl
V případě hudebního stylu pop music (zkráceně pop) se jedná o hudbu obvykle s výraznou zpívanou melodií doprovázenou moderním způsobem. Neobsahuje obvykle na rozdíl od rocku přílišné disonance ani nebývá na poslech příliš složitá, neboť hlavním cílem každé této písně je zpravidla stát se hitem a zalíbit se co největšímu počtu posluchačů. Popové skladby se zpravidla skládají ze slok a refrénů s předvídatelnou strukturou. Texty mívají nenáročná, opakující se témata. Popové skladby bývají komponovány, nahrávány a vydávány zpravidla s cílem komerčního úspěchu.
Pop nejčastěji tvoří mezi hudebními styly kombinace (např. pop-folk, latin-pop), které značí obvykle zaměření původního stylu na populární způsob interpretace.
Pop jako hudební žánr vznikl na začátku šedesátých let 20. století po ústupu stylu rock & roll. Za první průkopníky popu lze považovat The Beach Boys, The Four Seasons, The Everly Brothers.
Příbuznou odnoží je europop.

## Významní interpreti
| The Weeknd          | Pop |
| Michael Jackson     | Pop / R&B / Soul / New Jack Swing                                                                               |
| Ariana Grande       | Pop / R&B |
| Elán                | Pop / Rock |
| Elton John          | Folk rock / Folk / Soft rock / Glam rock / Pop                                                                  |
| Ricky Martin        | Pop / Dance / Latin / Contemporary R&B                                                                          |
| Billy Joel          | Pop / Adult Contemporary                                                                                        |
| Prince              | Pop / Funk / R&B / Soul                                                                                         |
| Madonna             | Pop / Dance / Electronica / Alternative / Disco / House / Funk                                                  |
| Bing Crosby         | Vocal / Pop |
| Rihanna             | R&B / Soul / Pop / Dubstep                                                                                      |
| Frank Sinatra       | Pop / Big band / Swing / Easy listening                                                                         |
| Barbra Streisandová | Pop / Adult Contemporary / Classical / Easy listening / Showtunes                                               |
| Céline Dion         | Pop / Adult Contemporary / Power Ballad                                                                         |
| Whitney Houston     | Pop / Adult Contemporary / Classical / Easy listening / Showtunes                                               |
| Britney Spears      | Pop / Dance-Pop / Teen Pop                                                                                      |
| Little Mix          | Pop / R&B |
| Lady Gaga           | Pop / Elektro                                                                                                   |
| Katy Perry          | Pop |
| Karel Gott          | Pop/rock’n’roll, swing, jazz, blues, country, rock, opera, opereta, muzikál, vážná hudba, tradicionál, dechovka |
| One Direction       | Pop / Power Pop / Teen Pop                                                                                      |
| Lucie Bílá          | Pop / Soul - pop                                                                                                |
| Post Malone         | Pop / Rap |
| Martin Štěpánek     | Pop |
| Shawn Mendes        | Pop |
| Miroslav Žbirka     | Pop / Rock |
| Taylor Swift        | Country, Pop, Alternativní                                                                                      |